# Blu-ray

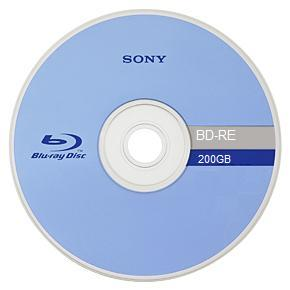
Płyta Blu-ray firmy Sony o pojemności 200GB

Blu-ray, Blu-ray disc (BD) – format zapisu optycznego, opracowany przez Blu‑ray Disc Association (BDA). Następca formatu DVD, od którego odróżnia się większą pojemnością płyt, co jest możliwe dzięki zastosowaniu niebieskiego lasera. Wygrał z konkurencyjnym formatem HD‑DVD.

## Opis
Ten typ nośnika pozwala na zapisanie 25 GB danych na płytach jednowarstwowych. W użytku są również płyty dwuwarstwowe o pojemności 50 GB. W 2010 roku rozszerzono standard Blu-ray, dodając do specyfikacji trójwarstwowe płyty o pojemności 100 GB oraz czterowarstwowe o pojemności 128 GB. Nowe nośniki zostały nazwane BDXL i nie są one kompatybilne ze starszymi urządzeniami – stworzono je głównie do zastosowań profesjonalnych. Istnieją również płyty czterowarstwowe mieszczące do 100 GB oraz ośmiowarstwowe, na których można zapisać 200 GB informacji. Pioneer opatentował płytę szesnastowarstwową, która mieści do 400 GB danych.
Do zapisywania na tym nośniku używany jest niebieski laser. Wykorzystywane do zapisu na DVD lasery czerwone i wykorzystywane przez CD lasery podczerwone, wytwarzają światło o długości fali odpowiednio 640 i 790 nm. By udoskonalić zapis, w nagrywarkach Blu-ray wykorzystano światło o długości fali 405 nm, a więc światło fioletowe, choć utarło się, że mamy do czynienia z laserem niebieskim (światło niebieskie ma długość fali ok. 460 nm). Mniejsza długość fali pozwala na zmniejszenie rozmiaru pitów, a co za tym idzie daje to możliwość gęstszego zapisywania danych na jednostce powierzchni nośnika.
Dysk Blu-ray ma dwie warstwy: pierwsza o grubości 1,1 mm, druga – zapisywalna – o grubości 0,1 mm. Minimalna długość wgłębienia wynosi 0,15 µm. Przerwa między ścieżkami to 0,32 µm, a średnica plamki lasera wynosi 0,48 µm. BD-ROM wymagają specjalnej, mocnej warstwy ochronnej dla ścieżki zapisu, która leży na głębokości zaledwie 0,1 mm.
Podobnie jak przy wcześniejszych CD i DVD istnieją dwie opcje płyt nagrywalnych, płyty jednokrotnego zapisu BD-R, i wielokrotnego BD-RE.

## Technologia
Arsenek galu (GaAs), półprzewodnik niezbędny do wykonania podczerwonego lub czerwonego lasera, może być produkowany metodami zbliżonymi do tych opracowanych wcześniej dla krzemu. Płytki wykonane z tego materiału stanowią bardzo dobre podłoże, na którym, z dużą precyzją, układa się atomy tworzące aktywną część lasera generującą światło, tzw. studnie kwantowe o grubości kilkunastu do kilkudziesięciu warstw atomowych. Ważne jest to, żeby podłoże nie posiadało defektów zwanych dyslokacjami, a odległości między atomami podłoża i studniami kwantowymi były takie same. Dla laserów czerwonych te warunki można stosunkowo łatwo spełnić. W przypadku półprzewodnikowych laserów niebieskich najlepszym podłożem jest inny półprzewodnik – azotek galu (GaN). Proces wytwarzania monokryształów GaN jest znacznie trudniejszy niż GaAs, i jest podobny do procesu wytwarzania syntetycznych diamentów, gdyż zarówno diament jak i GaN powstają w niezwykle wysokich ciśnieniach i temperaturach. Ponadto dla GaN konieczne jest zastosowanie wysokiego ciśnienia gazowego azotu, co technicznie jest bardzo trudne. Proces wysokociśnieniowej krystalizacji GaN wydawał się niewykonalny i od lat 60. XX wieku próbowano zastąpić podłoża GaN łatwo dostępnymi podłożami szafirowymi. Niedopasowanie stałej sieci szafiru i osadzanego na nim azotku galu było powodem powstawania dużej ilości defektów strukturalnych (dyslokacji), co uniemożliwiało wykonanie wydajnych przyrządów generujących światło niebieskie.

## Historia
W 1992 roku japoński wynalazca Shūji Nakamura skonstruował pierwszą wydajną diodę niebieską, a cztery lata później pierwszy niebieski laser. Nakamura wykorzystał materiał osadzony na podłożu szafirowym, mimo że liczba defektów pozostawała bardzo wysoka (10⁶–10¹⁰/cm²). Obecność defektów w strukturze lasera utrudniała w bardzo istotny sposób zbudowanie laserów dużej mocy.
Na początku lat 90. w Instytucie Wysokich Ciśnień PAN w Warszawie, pod kierownictwem prof. Sylwestra Porowskiego opracowana została technologia otrzymywania kryształów azotku galu o bardzo wysokiej jakości strukturalnej. Liczba defektów nie przekraczała 100/cm², więc była co najmniej 10 000 razy mniejsza niż w najlepszym materiale osadzanym na szafirze.
W 1999 roku Shūji Nakamura użył wynalezionego kryształu do zbadania wpływu defektów na własności laserów. Lasery zbudowane na polskim krysztale okazały się wielokrotnie lepsze od wcześniej konstruowanych, zarówno pod względem czasu życia, jak i wydajności. Czas życia przy mocy 30 mW wzrósł 10-krotnie (z 300 do 3000 godzin), a wydajność ponad dwa razy.
Dalszy wszechstronny rozwój technologii startujących z szafirowych podłoży doprowadził do uruchomienia produkcji pierwszego masowego wyrobu, w którym wykorzystano niebieskie lasery półprzewodnikowe. Po 10 latach opanowano w Japonii produkcję laserów niebieskich o mocy 60 mW, co wystarcza do zastosowania ich w gęstym zapisie informacji na prezentowanych obecnie płytach BD-R i BD-RE.
Sukcesy technologiczne Nakamury, które stworzyły podstawy nowej dziedziny przemysłu oświetleniowego i elektronicznego, zostały uhonorowane przyznaniem mu w roku 2006 nagrody Millenium Technology Prize, nazywanej często technologiczną Nagrodą Nobla, oraz Nagrody Nobla w dziedzinie fizyki w 2014 roku.

## Formaty obrazu i dźwięku

Na krążkach Blu-ray obraz filmów można zapisywać w trzech formatach kompresji. Tradycyjny MPEG-2 oferuje niski stopień kompresji, zapewniając bardzo dobrą jakość obrazu. MPEG-4 AVC gwarantuje porównywalną jakość obrazu przy dwukrotnie wyższej kompresji. Microsoft promuje format VC-1, znany wcześniej jako Windows Media 9. W celu kompatybilności co najmniej jedna ścieżka dźwiękowa musi być zakodowana przy pomocy kodeków DTS, Dolby Digital lub LPCM. Do kodeków opcjonalnych należą: Dolby Digital Plus, DTS-HD High Resolution Audio, Dolby TrueHD i DTS-HD Master Audio.
Można również zapisać audio i wideo w postaci zwykłych plików, w dowolnym formacie.

## Ultra HD Blu-ray
W 2016 roku został wdrożony format Ultra HD Blu-ray oferujący zapis obrazu w rozdzielczości 4K (3840×2160 px), w 60 klatkach na sekundę bez przeplotu. UHD-BD wykorzystuje system kompresji H265/HEVC. Posiada wsparcie dla HDR10 oraz Dolby Vision. Dla płyt UHD-BD nie stosuje się blokady regionalnej. Do zapisu używa się płyt o pojemności 50, 66 lub 100 GB.

## Napędy
Firmy promujące ten format zapisu dostarczają na rynek zarówno odtwarzacze BD, jak i napędy komputerowe. Jest on też obsługiwany przez nowsze konsole do gier (PlayStation 3, PlayStation 4, PlayStation 5, Xbox One, Xbox Series X), które mogą spełniać funkcję odtwarzacza. Format ten wygrał walkę z HD DVD o miano następcy DVD, jednak analitycy przewidują nową konkurencję w postaci innych form dostarczania treści multimedialnych, m.in. Internetu oraz VoD.

## Regiony
Wytwórnie filmowe, główni zainteresowani technologią Blu-ray, wprowadziły (podobnie jak w technice DVD) regionizację świata w celu manipulowania datami premier filmów w różnych częściach świata oraz stosowania zróżnicowanych cen na różnych rynkach. Świat został podzielony na trzy regiony. Zarówno płyty, jak i odtwarzacze przeznaczone do użytku w danym regionie, są oznaczone jego kodem. Odtwarzacz może odczytywać wyłącznie płyty oznaczone takim samym kodem jak on.
Naturalną odpowiedzią było pojawienie się na rynku odtwarzaczy, wytwarzanych przez niezależnych producentów, które odczytują płyty z dwóch lub trzech regionów.
| Kod regionu | Terytorium |
| ----------- | --- |
| A           | Ameryka Północna, Ameryka Centralna, Ameryka Południowa, Japonia, Korea Północna, Korea Południowa, Hongkong oraz Azja Południowo-Wschodnia        |
| B           | Europa (bez Rosji, Białorusi, Ukrainy i Mołdawii), Grenlandia, Francuskie terytoria zamorskie, Bliski Wschód, Afryka, Australia oraz Nowa Zelandia |
| C           | Indie, Bangladesz, Nepal, Chiny, Pakistan, Rosja, Ukraina, Białoruś, Azja Centralna oraz Azja Południowa                                           |

## Przyszłość formatu
Blu-ray powszechnie uważany jest za następcę formatu DVD.
W październiku 2008 David Jessen, wiceprezes działu produkcji Blu-ray oraz DVD w Wytwórni Disneya, powiedział, że dyski z filmami w formacie Blu-ray osiągną w ciągu dwóch lat wyższą sprzedaż od filmów zapisanych na płytach DVD. W tym czasie (stan z 18 października 2008) w amerykańskich sklepach znajdowało się ok. 800 filmów zapisanych na nośniku Blu-ray. Dla porównania prawie 100 000 tytułów było dostępnych w formacie DVD. Szacunki te nie sprawdziły się. Ponadto przyszłość tego typu technologii staje pod znakiem zapytania wobec dynamicznego rozwoju sprzedaży filmów i muzyki przez Internet (w USA, w 2014 roku wartość cyfrowej dystrybucji muzyki przekroczyła wartość sprzedaży na nośnikach tradycyjnych), co uniezależnia sprzedaż od ograniczeń fizycznych nośnika.